# Utteros naturreservat
Utteros är ett naturreservat i Tvååkers socken i Varbergs kommun i Halland.

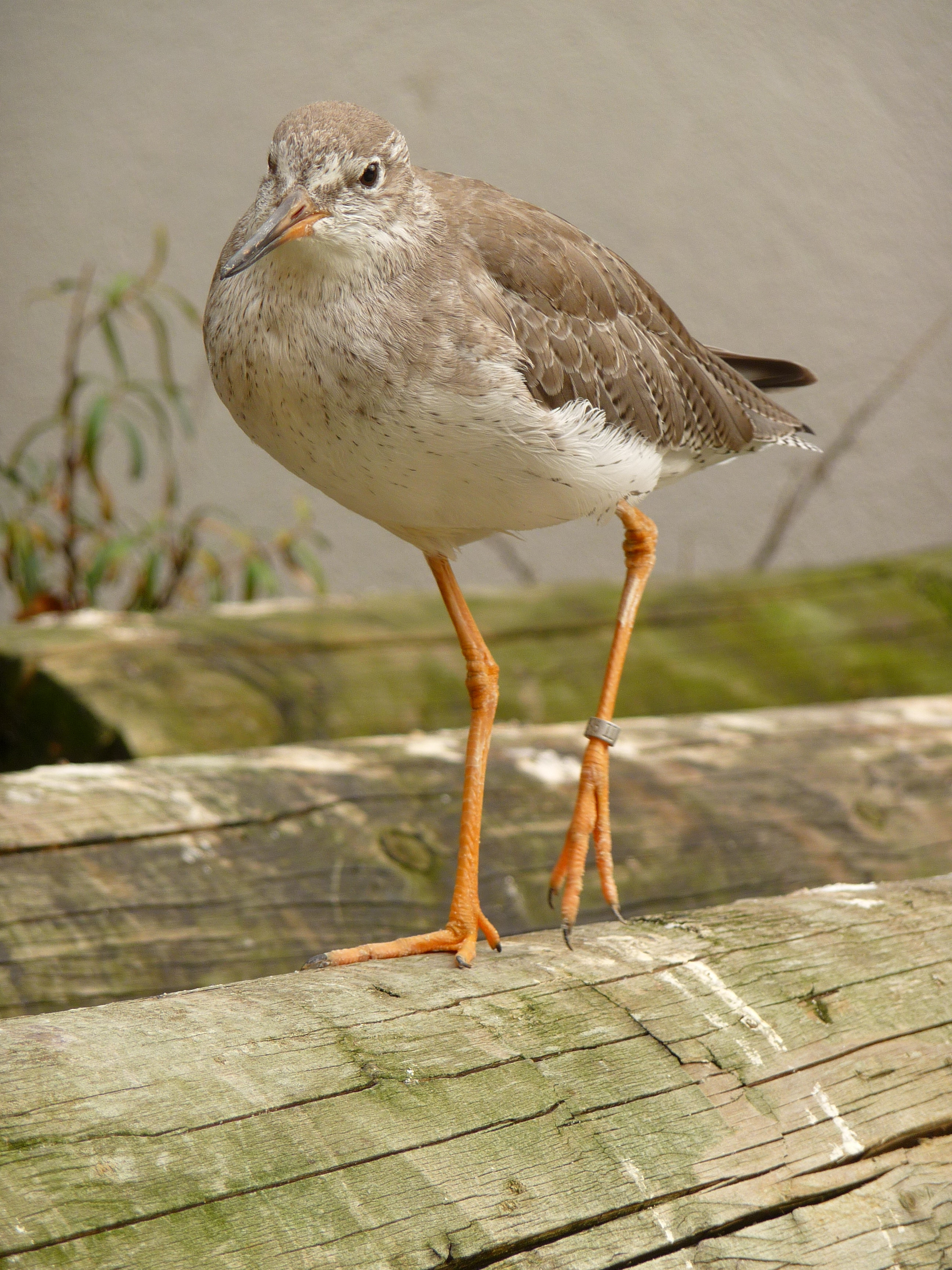
Rödbena (Tringa totanus), är en karaktärsart på strandängarna

Reservatet ligger i mellersta Hallands kustområde, söder om naturreservatet Gamla Köpstad. Det sträcker sig från Galtabäcks hamn ner till Björkängs camping. Utteros är ett mycket värdefullt fågelområde och nästan alla Sveriges vadararter rastar eller häckar här. Området är skyddat sedan 2012 och omfattar 356 hektar varav 284 hektar vatten.
Strandängarna har länge hållits öppna med bete. Där växer nu kustarun, blåsklöver, borstnate, sandmålla och martorn. På områden som mera översköljts av saltvatten växer saltnarv, havssäv, salttåg och saltgräs. Detta reservat är annars mest känt för fågellivet. Förutom vadare, tärnor och måsar rastar även ett stort antal änder. Även rovfåglar som pilgrimsfalk, stenfalk och havsörn kan ses.